# Stigmina deflectens
Stigmina deflectens är en svampart som först beskrevs av Petter Adolf Karsten, och fick sitt nu gällande namn av M.B. Ellis 1959. Stigmina deflectens ingår i släktet Stigmina och familjen Mycosphaerellaceae.   Inga underarter finns listade i Catalogue of Life.